# أسامة سرايا
أسامة السيد سرايا من مواليد 24 مارس عام 1952 وخريج كلية الإعلام عام 1975, تولي رئاسة تحرير جريدة الأهرام من يوليو 2005 حتى مارس 2011 ويصدر له مقال أسبوعي يوم الجمعة يتناول فيه آراءه السياسية والشؤون الداخلية والخارجية في مصر.
يمكن قراءة مقالاته في موقع جريدة الأهرام الرسمي  في صفحة مقالات رئيس التحرير. يحسب له بأنه قام بتأسيس جريدة الأهرام العربي.
خلف سرايا إبراهيم نافع الذي شغل منصبي رئيس التحرير ورئيس مجلس الإدارة لفترة تجاوزت ربع القرن.
عمل سرايا كمحرر اقتصادي بالأهرام ثم رئيسا للصفحة الاقتصادية منذ 1988 حتى 1992 حيث سافر للمملكة العربية السعودية ليعمل كمدير لفرع الجريدة هناك ثم عاد من السعودية ليتولى رئاسة تحرير مجلة الأهرام العربي منذ 1998 حتى وقع عليه الاختيار لخلافة نافع في رئاسة تحرير الأهرام.